# Broadway Brawler
Pour plus de détails, voir Fiche technique et Distribution.
Broadway Brawler est une comédie romantique américaine inédite, réalisée par Lee Grant et Dennis Dugan, produite par Disney, mettant en vedette Bruce Willis, et inialement destinée à être diffusée en 1997.

## Fiche technique
- Réalisation : Lee Grant et Dennis Dugan
- Production : Cinergi Pictures
- Pays : États-Unis
- Format : 35 mm, couleur

## Distribution
- Bruce Willis : Eddie Kapinsky, hockeyeur
- Maura Tierney	: ?
- Daniel Baldwin : Matt
- Alex Boyd : Matt, jeune
- Jenifer Lewis : Casey Moses Wurzbach